# سكانديوم
السكانديوم عنصرٌ كيميائي رمزه Sc وعدده الذرّي 21؛ وهو ينتمي إلى عناصر المستوى الفرعي d ويقع على رأس عناصر المجموعة الثالثة في الجدول الدوري. وفقاً لترتيب العدد الذري فإنّ السكانديوم هو فلز ٌّانتقالي، وهو يصنّف تاريخياً ضمن العناصر الأرضية النادرة، وذلك إلى جانب الإتريوم واللانثانيدات. اكتَشف لارس فريدريك نيلسون هذا العنصر سنة 1879 من التحليل الطيفي لمَعْدَني اليوكسينيت والغادولينيت، وأطلق عليه اسم «سكانديوم» اشتقاقاً من Scandia، وهو الاسم اللاتيني لإسكندنافيا، والتي منها استُخرِج المَعْدَنَين المَذكورَين.
تقع خواصّ السكانديوم وسطاً بين تلك التي لعنصرَي الألومنيوم والإتريوم؛ كما تظهر علاقة قطرية لهذا العنصر مع المغنيسيوم؛ وتغلب حالة الأكسدة +3 في مركّباته الكيميائية. لا توجد توضّعات كثيرة من السكانديوم في القشرة الأرضية، ويترافق وجوده مع خامات العناصر الأرضية النادرة الأخرى ومع اليورانيوم. يبلغ الإنتاج العالمي من السكانديوم بين 15 إلى 20 طنّ سنوياً، ونظراً لندرته النسبية فلا توجد له تطبيقات كبيرة، والتي لم تُطوَّر إلا حتى سبعينيّات القرن العشرين، إذ وُجدَ أنّه يحسّن من خواص سبائك الألومنيوم؛ وذلك التطبيق هو الأهمّ والأشهر لهذا العنصر.

## التاريخ

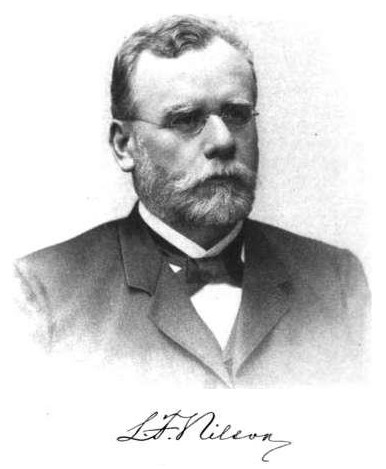
لارس فريدريك نيلسون: مكتشف عنصر السكانديوم.

في سنة 1869 تنبّأ ديميتري مندلييف، والذي يلقّب بأبي الجدول الدوري، بوجود هذا العنصر، وأسماه بشكلٍ مؤقّتٍ إيكابورون،  وخمّن أن تكون كتلته الذرّية بين 40 و48 وحدة كتل ذرية. تمكّن لارس فريدريك نيلسون بمساعدةٍ من فريق عمله من اكتشاف هذا العنصر سنة 1879، وذلك أثناء التحليل الطيفي لمَعْدَني اليوكسينيت والغادولينيت؛ ونجح في تحضير 2 غرام من أكسيد السكانديوم مرتفع النقاوة. أطلق نيلسون على العنصر الجديد المكتَشَف اسم «سكانديوم» اشتقاقاً من Scandia، وهو الاسم اللاتيني لإسكندنافيا، إذ استُخرِجَ المَعدَنَين المَذكورَين من تلك المنطقة. من الظاهر أنّه لم يكن لنيلسون درايةٌ بتخمينات مندلييف، إلّا أنّ بير تيودور كليفه كان مطّلعاً على تلك المراسلات، وأنبأ مندلييف باكتشاف هذا العنصر.
أُنتِجَ السكانديوم الفلزّي أوّل مرّة سنة 1937 من التحليل الكهربائي لمزيج أصهري من البوتاسيوم والليثيوم وكلوريد السكانديوم عند درجات حرارة تتراوح بين 700–800 °س. أُنتجَ السكانديوم مرتفع النقاوة في ستّينيّات القرن العشرين؛ وفي بداية سبعينيّات القرن العشرين طُوّرت صناعة سبائك الألومنيوم والسكانديوم في الولايات المتحدة، وكذلك في الاتحاد السوفيتي. استُخدِمَت بلّورات ليزرية من جارنيت غادولينيوم-سكانديوم-غاليوم  في تطبيقات دفاعية خاصّة من أجل مبادرة الدفاع الاستراتيجي، في ثمانينيات وتسعينيات القرن العشرين.

## الوفرة الطبيعية
في الأرض
لا يتوفّر السكانديوم في القشرة الأرضية بشكلٍ كبير، لكنّه بالمقابل ليس شديد النُدرَة؛ فالتقديرات الأوّلية تشير إلى وفرةٍ تتراوح بين 18 إلى 25 جزء في المليون، وهي مقاربة لوفرة الكوبالت (20-30 جزء في المليون). وفقاً لترتيب العناصر يأتي السكانديوم في المرتبة الخمسين بالنسبة لوفرة العناصر في الأرض، وفي المرتبة الخامسة والثلاثين بالنسبة للوفرة في القشرة الأرضية. ولكن من جهةٍ أخرى، فإنّ توزّع عنصر السكانديوم في المواقع الجغرافية ضئيل، إذ يَظهر بكمّيّات ضئيلة نزرة في بضعة معادن في عددٍ قليل فقط من المواقع في العالم. إجمالاً، يأتي السكانديوم مكوّناً رئيسيّاً في خمسة معادن فقط؛ وهي: بريتوليت وثورتفيتيت وكولبكيت وألندييت، بالإضافة إلى المعدن النادر هفتيتيرنيت . تعدّ معادن الثورتفيتيت واليوكسينيت والغادولينيت المستَخرجة من الدول الاسكندنافية، ومدغشقر هي المصادر الوحيدة المعروفة التي يتركّز فيها هذا العنصر؛ إذ يمكن أن يحتوي الثورتفيتيت على نسبةٍ تصل إلى 45% من السكانديوم على شكل أكسيد السكانديوم. هناك معادن نادرة أخرى يدخل السكانديوم فيها مكوّناً ثانوياً، مثل البازيت والديفيسيت؛ كما يمكن لهذا العنصر أن يرافق اليورانيوم في خاماته.
في الكون
يأتي ترتيب السكانديوم في المرتبة الثالثة والعشرين بالنسبة لوفرة العناصر في الشمس. ينشأ الشكل المستقرّ من السكانديوم في المستعرات العظمى  من عملية التقاط النيوترون السريعة. بالإضافة إلى ذلك، ينشأ السكانديوم عن طريق تشظية الأشعّة الكونية لنوى ذرّات الحديد الأكثر وفرة.
- 28Si + 17n → 45Sc (عملية التقاط النيوترون السريعة)
- 56Fe + p → 45Sc + 11C + n (تشظية الأشعّة الكونية)

## الاستخراج والإنتاج
يبلغ الإنتاج العالمي من السكانديوم مقدار 15-20 طن سنوياً، إلّا أنّ الطلب العالمي على هذا العنصر في ازدياد؛ وما يزيد من الأمر صعوبةً أنّه توجد وفق بيانات سنة 2003 مجرّد ثلاثة مناجم عاملة لاستخراج السكانديوم، وهي منجم جوفتي فودي في أوكرانيا، والذي يُستخرَج منه أيضاً الحديد واليورانيوم؛ ومنجم الفلزّات الأرضية النادرة في بايان أوبو في الصين؛ ومنجم الأباتيت في شبه جزيرة كولا في روسيا. منذ ذلك الحين يُخطّط لبناء منشآت أخرى لاستخراج السكانديوم في مواقع أخرى في العالم، مثل أستراليا، والفلبّين، والولايات المتّحدة.
عادةً ما يُستخرَج السكانديوم منتجاً ثانوياً أثناء استخراج الفلزّات الأخرى؛ ويُسوّق على شكل أكسيد السكانديوم Sc2O3. للحصول على الفلزّ يُحوَّل الأكسيد إلى فلوريد السكانديوم، ثمّ يُختزَل بفلزّ الكالسيوم. تراوح سعر السكانديوم بين سنتي 2015 و2019 في صبّاته الصغيرة بين 107 إلى 134 دولار أمريكي للغرام الواحد؛ في حين بلغ سعر الأكسيد من 4-5 دولارات للغرام الواحد.

## النظائر
للسكانديوم في الطبيعة نظير وحيد مستقر، وهو سكانديوم-45 45Sc، والذي يمتلك لف مغزلي نووي مقداره 7/2. هناك ثلاثة عشر نظيراً مشعاً للسكانديوم، وجميعها مدروسة ومعروفة، وأكثرها استقراراً هو النظير سكانديوم-46 46Sc، والذي يبلغ عمر النصف له مقدار 83.8 يوم، وكذلك النظير سكانديوم-47 47Sc بعمر نصف مقداره 3.35 يوم. من النظائر المشعة للسكانديوم هناك أيضاً النظير سكانديوم-44 44Sc المصدر للبوزيترونات بعمر نصف 4 ساعات؛ وكذلك النظير سكانديوم-48 48Sc بعمر نصف 43.7 ساعة. أما باقي النظائر المشعة فتملك قيم عمر نصف أقل من 4 ساعات، وأغلبها بعمر نصف أقل من دقيقتين. للسكانديوم أيضاً خمسة مصاوغات نووية، أكثرها استقراراً هو 44mSc بعمر نصف مقداره 58.6 ساعة.
تتراوح قيم الكتل الذرية لنظائر السكانديوم بين 36 و60؛ ويكون نمط الاضمحلال للنظائر المشعة ذات الكتل الأصغر من 45 على شكل التقاط إلكترون لتعطي ناتج اضمحلال رئيسي من نظائر الكالسيوم؛ في حين أن نمط الاضمحلال للنظائر المشعة ذات الكتل الأكبر من 45 على هيئة اضمحلال بيتّا لتعطي ناتج اضمحلال رئيسي من نظائر التيتانيوم.

## الخواص
السكانديوم فلزٌ طريٌّ ذو بريقٍ فضّي، وهو يُبدِي تحوّلاً لوناً طفيفاً إلى الأصفر أو الزهري عندما يتأكسد بالهواء، وبذلك يفقد بريقه أيضاً. نظراً لكثافته المنخفضة فإنّ السكانديوم يُصنّف ضمن الفلزّات الخفيفة. لا يقاوم السكانديوم ظروف التجوية بشكل كبير، وهو ينحلّ بسهولة في أغلب الأحماض الممدّدة. كما يتفاعل السكانديوم مع بخار الماء عند درجات حرارة تتجاوز 600 °س ليشكّل Sc2O3. تشتعل خراطة السكانديوم الناعمة بالهواء بلهب أصفر برّاق، ويتشكّل حينئذٍ أكسيد السكانديوم.

### المركبات الكيميائية
يسيطر على كيمياء السكانديوم حالة الأكسدة +3، حيث تتشكّل الكاتيونات 3+Sc في المحاليل المائية، ونظراً لأنّ نصف القطر الأيوني للسكانديوم (74.5 بيكومتر) أقرب منه للإتريوم (90.0 بيكومتر) من الألومنيوم (53.5	بيكومتر)، فإنّ السكانديوم يشبه في سلوكه الكيميائي سلوك اللانثانيدات.
الأكاسيد والهيدروكسيدات
يتميّز مركّبا أكسيد Sc2O3 وهيدروكسيد السكانديوم Sc(OH)3 بخواصهِمَا المُذَبذَبة؛ وتكون المنتجات مشابهة بنيوياً لبنية أكسيد هيدروكسيد الألومنيوم.
الهاليدات والهاليدات الزائفة
يشكّل السكانديوم عدداً من الهاليدات والهاليدات الزائفة. لأغلب هاليدات السكانديوم (الكلوريد ScCl3 والبروميد ScBr3 واليوديد ScI3) انحلالية جيّدة في الماء، أمّا فلوريد السكانديوم ScF3 فإنّه غير منحلّ. في جميع الهاليدات الأربعة المذكورة يكون السكانديوم سداسيّ التناسق، وهي تصنّف ضمن أحماض لويس، فعلى سبيل المثال، ينحلّ فلوريد السكانديوم في محاليل حاوية على كمّيّة فائضة من أيون الفلوريد ليشكّل الأيون المعقّد 3−[ScF6]. يعدّ العدد التناسقي 6 نمطياً لأيون السكانديوم الثلاثي، وذلك على خلاف أيون الإتريوم الثلاثي 3+Y وأيون اللانثانوم الثلاثي 3+La، والتي يكون فيها العدد التناسقي 8 أو 9 شائعاً. يُستخدَم مركّب تريفلات السكانديوم أحياناً ضمن الحفّازات المستخدَمة في الكيمياء العضوية.
مركبات لا عضوية أخرى
من المركّبات اللاعضوية المعروفة للسكانديوم كلّ من النترات Sc(NO3)3 والكبريتات Sc2(SO4)3 والكبريتيد Sc2S3.
مركبات السكانديوم العضوية
يشكّل السكانديوم سلسلةً من المركّبات العضوية الفلزّية مع ربيطات من حلقي البنتاديينيل، وذلك بشكلٍ مشابهٍ لسلوك اللانثانيدات. من الأمثلة على مركّبات السكانديوم العضوية الأخرى المعقّد مع ربيطة خماسي ميثيل حلقي البنتاديين.
حالات أكسدة غير شائعة
إنّ مركّبات السكانديوم الكيميائية، والتي لها حالة أكسدة مختلفة عن +3، نادرةُ الوجود، ولكنّها محطّ اهتمامٍ للبحث والدراسة. ويعدّ المركّب CsScCl3 مثالاً عليها، فتلك المادّة تتبنّى بنيةً شبه صفائحية، والتي تظهر ترابطاً كثيفاً بين مراكز السكانديوم الثنائي. في جانبٍ آخر، لا يعدّ هيدريد السكانديوم مركّباً نمطياً تابعاً لأملاح الهيدريدات؛ وكما هو ملاحَظ في عددٍ من العناصر الأخرى، كُشِفَ عن وجود هيدريد السكانديوم ثنائي الذرّة مطيافياً عند درجات حرارة مرتفعة في الطور الغازي. لا تتبع مركّبات البوريد والكربيد للسكانديوم صيغة تكافؤية نمطية، وذلك بشكلٍ مشابهٍ لمركّبات عناصر اللانثانيدات المجاورة. لوحظت أيضاً حالات الأكسدة الدنيا (0 و+1 و+2) في مركّبات السكانديوم العضوية.

## الاستخدامات

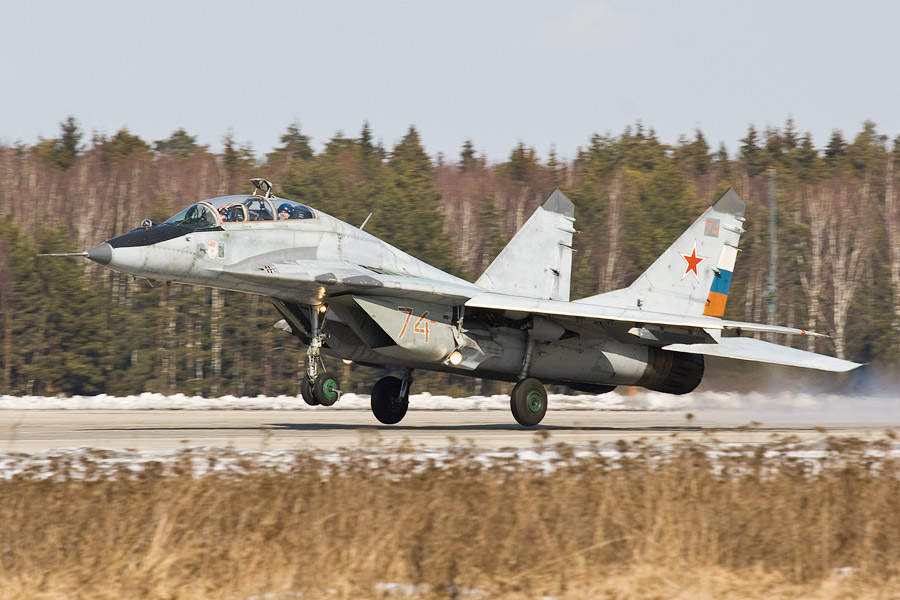
تدخل سبيكة الألومنيوم مع السكانديوم في تركيب أجزاء من طائرة ميكويان ميج-29 القتالية.

تعدّ إضافة السكانديوم بنسبةٍ تتراوح بين 0.1% إلى 0.5% إلى الألومنيوم في صنع السبائك من التطبيقات الهامّة الرئيسية لهذا العنصر، إذ تحدّ تلك الإضافة من نموّ الحُبَيبات في المنطقة الساخنة لمكوّنات الألومنيوم الملحومة؛ وذلك يعود بالفائدة في نقطتين؛ الأولى أنّ حبيبات Al3Sc المترسّبة تشكّل بلّورات أصغر من الحُبَيبات البلّورية الموجودة في سبائك الألومنيوم الأخرى، والثانية هي انكماش حجم المناطق الخالية من الترسّبات عند تخوم الحُبَيبات في سبائك الألومنيوم المُقسّاة بالتقادم. تعمل الترسّبات من Al3Sc على توثيق الترابط الشبكي داخل سبائك الألومنيوم، من خلال توفير مجال مرن لتحمّل الجهد، والذي يحول دون التشوّه. يمكن الحصول على التوزّع الناعم للحُبَيبات المترسّبة على المستوى النانوي عن طريق المعالجة الحرارية، والتي تعمل على تقوية السبائك من خلال التقسية المُرَتِّبَة. تضمنّت التطويرات المستمرّة لسبيكة ألومنيوم-سكانديوم إضافة فلزّات انتقالية أخرى إليها مثل الزركونيوم، أو إضافة عنصر أرضي نادر مثل الإربيوم، ممّا يساعد على تشكيل غلاف يحيط بحُبَيبات Al3Sc الكرويّة المترسّبة، وذلك يخفّف من التخشين. تتوجّه تلك الأغلفة مكانياً عن طريق انتشار العناصر المشكّلة للسبيكة، وذلك يوفّر من كلفة الإنتاج، إذ تصبح الكمّية المطلوب إضافتها من السكانديوم، مرتفع الثمن، لتشكيل تلك الحُبَيبات المترسّبة أقلّ من ذي قبل. بالرغم من ذلك، تبقى سبائك التيتانيوم المشابهة بخواصها الميكانيكية من حيث الخفّة والمتانة أقلَّ ثمناً وأكثرَ استخداماً من سبيكة السكانديوم مع الألومنيوم. وُجِدَ أنّ تركيباً معيّناً  لسبيكةٍ من السكانديوم مع الألومنيوم والليثيوم والمغنيسيوم والتيتانيوم يوفّر مواصفاتٍ ميكانيكيةٍ مميّزة. تُستخدَم سبيكة الألومنيوم والسكانديوم في بعض التطبيقات العسكرية، وفي صناعة بعض المعدّات الرياضية مثل عصي كرة القاعدة (مضارب البيسبول)، وفي صناعة دعائم الخيم وهياكل الدرّاجات الهوائية. تستخدم شركة سميث آند ويسون  لصناعة الأسلحة الفردية سبيكة السكانديوم في صبّ هيكل المسدسات نصف الآلية.
في تطبيقات أخرى، يُستخدَم السكانديوم من قبل أطبّاء الأسنان في تحضير وسط ليزري خاصّ  لإنتاج ليزر لتحضير الفجوات وفي طب لبّ الأسنان. كما يُستخدَم السكانديوم في إنتاج أنواع من مصباح هاليد الفلز المعتمدَة على تفريغ الغاز مرتفع الجهد بشكلٍ مشابهٍ لمصباح بخار الزئبق؛ إذ يضاف يوديد السكانديوم إلى الوسط، ممّا يساعد على الحصول على مصدر ضوئي أبيض ذي مؤشّر تجسيد لوني مرتفع، وبشكلٍ يحاكي ضوء الشمس، وخاصّةً من أجل كاميرات التصوير التلفزيوني. في جانب آخر، يُستخدَم النظير المشعّ سكانديوم-46 46Sc من أجل التقفّي الإشعاعي في مصافي النفط.

## المخاطر
إنّ مسحوق فلزّ السكانديوم الناعم قابل للاشتعال بسهولة، وتزداد الخطورة كلّما زادت نعومة حبيبات المسحوق. لا يعدّ السكانديوم عنصراً سامّاً بحدّ ذاته، ولكن بالرغم من ذلك، لا توجد بيانات كافية عن إجراء تجارب مكثّفة على إعطاء مركّبات السكانديوم للحيوانات. حُدِّدَت مستويات الجرعة الوسطى المميتة (LD50) للجرذان بمقدار 755 مغ/كغ لدى الحقن داخل الصفاق، وبمقدار 4 غ/كغ لدى الإعطاء الفموي.